# Бакур Бакурадзе
Бакур Леријевич Бакурадзе (рус. Бакур Лериевич Бакурадзе, груз. ბაკურ ლერის ძე ბაკურაძე; 16. март 1969, Тбилиси) руски је филмски редитељ, сценариста и продуцент грузијског порекла.

## Биографија
Бакур Бакурадзе је рођен 16. марта 1969. године у Тбилисију.
Године 1986. завршио је средњу школу и уписао се на Московски државни технички универзитет за аутомобиле и путеве. Од 1987. до 1989. служио је у Совјетској армији. Године 1993. дипломирао је на смеру изградње мостова и тунела.
Године 1998. дипломирао је на режијском одсеку Драмског факултета у Москви. Од 2005. води Lemon Films Studio  за продукцију документарних и телевизијских филмова.
Године 2007. режирао је кратки филм „Москва“, који је освојио награде на филмским фестивалима у Русији. Режисеров целовечерњи првенац „Шультес“ изабран је за програм „Две недеље редитеља“ Канског филмског фестивала, а освојио је и главне награде на фестивалима Кинотавр и Молодист 2008. године. У оквиру Канског фестивала одржана је и премијера другог дугометражног филма „Охотник“. Филм је добио три награде на Кинотавру, гран при на фестивалима у Сплиту и Минску. Филм „Брат Дејан“ победио је у такмичарском програму „Копродукција“ на 23. филмском фестивалу „Прозор у Европу“ у Виборгу  и добио је Гран при на фестивалу „Пацифички меридијан“ у Владивостоку.
Године 2012. године био је члан жирија главног такмичења филмског фестивала Кинотавр.
Од 2013. је предавач у Московској школи новог филма.

## Филмографија

### Режисер
- 1998 — Без денег
- 2001 — Сдвинутый
- 2002 — Круговые движения В. О. и ожидания О. Е.
- 2006 — Бумер. Фильм второй
- 2007 — Москва
- 2008 — Шультес
- 2011 — Охотник
- 2015 — Брат Дэян

### Сценариста
- 2002 — Круговые движения В. О. и ожидания О. Е.
- 2007 — Москва
- 2008 — Шультес
- 2011 — Охотник
- 2015 — Брат Дэян
- 2017 — Салют-7
- 2022 — Вызов

### Продуцент
- 2013 — Интимные места
- 2017 — Салют-7